# Gymnázium Jana Keplera

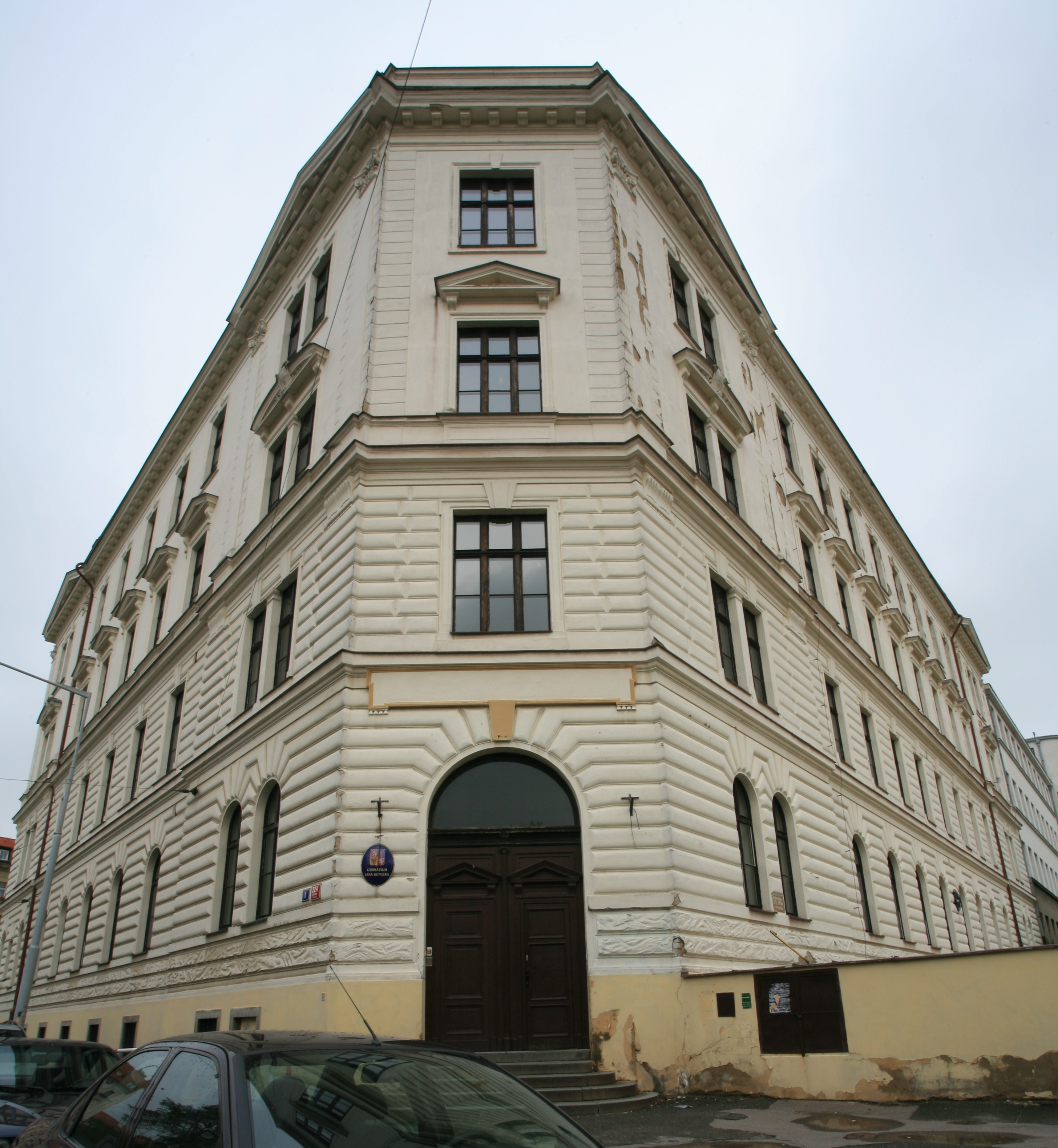
Zadní vchod pro studenty

Gymnázium Jana Keplera (zkráceně GJK) je pražské gymnázium. Nabízí čtyřleté a osmileté všeobecně zaměřené studium s širokým výběrem volitelných předmětů. Areál gymnázia se nachází na území městské části Praha 6 v prostoru mezi ulicemi Keplerova, Parléřova, Morstadtova a Hládkov. Škola má kapacitu 590 žáků, v současné době[kdy?] má 20 tříd. Gymnázium bylo od roku 2004 pilotní školou RVP pro gymnaziální vzdělávání. Vyučuje podle školního vzdělávacího programu Per aspera ad astra!.

## Charakteristika studia
Gymnázium Jana Keplera je považováno za prestižní pražské gymnázium. Škola hledá především „aktivní a tvůrčí jedince“, profiluje se jako moderní škola s vyváženým poměrem mezi vědomostmi a dovednostmi, kvalitním pedagogickým sborem, příjemným prostředím a vstřícnými vztahy. Klade velký důraz na vysokou volitelnost předmětů. Z hlediska úspěšnosti absolventů při přijímacích zkouškách na vysoké školy patří mezi nejlepší v České republice. Gymnázium Jana Keplera bylo průkopnickou školou seznamovacích kurzů GO! pro nové studenty. Tyto kurzy GJK pořádá již od roku 1991, zpočátku ve spolupráci s Prázdninovou školou Lipnice, od roku 1996 samo.

## Vybavení
Škola má bezbariérový přístup. Je vybavena knihovnou, která obsahuje přes 16 000 knih, 14 odbornými učebnami (včetně počítačových učeben, chemických, biologických a fyzikálních laboratoří, posluchárny, společenskovědní učebny, auly a jazykových tříd), školní restaurací, hřištěm s umělým povrchem, dvěma tělocvičnami, posilovnou, umělou lezeckou stěnou a od roku 2009 také víceúčelovou halou a terasou.

## Architektura
Architektonický komplex se skládá z budov Hládkov, Parléřova a nejnovější haly. Nejstarší budova Hládkov byla postavena v roce 1901 jako chlapecký oddíl někdejší ZŠ Pohořelec. Architektem budovy byl Josef Srdínko, který se podepsal také např. na budovách Malostranského gymnázia a gymnázia Botičská. Budova je postavena v novorenesančním stylu a je ukázkou typické školské architektury přelomu století. Na fasádě můžeme vidět bohatou bosáž, rizality a nad okny zdobené frontony se znakem Hlavního města Prahy. 
Budova Parléřova byla vybudována v roce 1931 jako samostatná dívčí škola, plně oddělena od Hládkova. Budova je ve funkcionalistickém stylu, a jako její architekti jsou podepsáni Mečislav Petrů a Karel Beneš. Na budově netypicky nenajdeme pásová okna, to proto že se v padesátých letech začaly hroutit, a tak byly v oknech vystaveny pilíře. K propojení budov došlo v roce 1995 kdy GJK v Parléřove pohltilo ZŠ Hládkov.   
Nejnovější přístavbou školy je tělocvičná hala navržená architektonickou kanceláří Sporadical. Kvůli tepelné izolaci měla být hala původně osazena cihlovými tvarovkami, ovšem kvůli nákladům na výrobu byly nakonec nainstalovány betonové žaluzie. 

## Absolventi
Mezi známé absolventy školy patří:
- Petra Hůlová (* 1979), spisovatelka
- Petra Buzková (* 1965), ministryně školství, právnička
- Lukáš Pollert (* 1970), vodní slalomář, olympionik, lékař
- Aurel Klimt (* 1972), animátor, pedagog
- Jan Zahradil (* 1963), poslanec Evropského parlamentu
- Jan Rychetský
- Petr Pithart (* 1941), premiér a předseda Senátu
- Vojtěch Belling (* 1981), státní úředník, politolog, historik a právník
- Jan Kaplický (1937–2009), architekt
- Pavel Bobek (1937–2013), zpěvák a architekt
- Petr Borkovec (* 1970), básník a překladatel
- Jakub Michálek (* 1989), místopředseda Pirátské strany, poslanec
- Jakub Szántó (* 1977), zahraniční zpravodaj České televize
- Mikuláš Kroupa (* 1975), novinář, ředitel Post Bellum
- Adam Zábranský (* 1993), zastupitel hlavního města Prahy
- Eduard Stehlík (* 1965), vojenský historik
- Josef Duda (1905–1977), voják, pilot RAF
- Michal Bursa (* 1977), astronom